# Ana Carolina (cineasta)
Ana Carolina Teixeira Soares (São Paulo, Brasil, 27 de septiembre de 1943), conocida simplemente como Ana Carolina, es una directora y guionista brasileña, que también se ha desempeñado en menor medida como compositora, montajista y productora.

## Biografía
Hija de Mario y Alice, dos comerciantes, nació el 27 de septiembre de 1943 en la ciudad brasileña de São Paulo. Asistió al Colégio Visconde de Porto Seguro y posteriormente a la Universidad de São Paulo, donde estudió Fisioterapia y se especializó en la parálisis cerebral. También estudió cine en la Escuela Superior de Cine de São Luís. 
Debutó como continuista en la película As Amorosas (1968), de Walter Hugo Khouri, y, ese mismo año, compuso la música y coescribió y coprodujo junto a Paulo Rufino el cortometraje documental Lavra-Dor. Debutó como directora en la película Indústria (1969), a la que siguieron una serie de documentales, como Guerra de Paraguay, Pantanal, etc. En 1974 fundó la productora Crystal Cinematográfica, junto a Jorge Durán y Murilo Salles. A finales de los setenta fue la autora de un largometraje de ficción surrealista: Mar de Rosas (1977). Años después, en 1982, dirigió y escribió Das Tripas Coração, que fue nominada al Kikito de Oro como mejor película y por la que ganó el premio a la mejor directora.

## Filmografía
| Año  | Película                                               | Rol         | Rol       | Rol       | Rol        | Rol        | Notas                              |
| Año  | Película                                               | Compositora | Directora | Guionista | Montajista | Productora | Notas                              |
| ---- | ------------------------------------------------------ | ----------- | --------- | --------- | ---------- | ---------- | ---------------------------------- |
| 1968 | As Amorosas                                            |             |           |           |            |            | Ejerció como continuista.          |
| 1968 | Lavra-Dor                                              | Sí          |           | Sí        |            | Sí         |                                    |
| 1969 | Indústria                                              |             | Sí        |           |            |            |                                    |
| 1969 | Monteiro Lobato                                        |             | Sí        | Sí        | Sí         |            |                                    |
| 1970 | Guerra do Paraguay                                     |             | Sí        | Sí        | Sí         | Sí         |                                    |
| 1970 | Três Desenhos                                          |             | Sí        |           |            |            |                                    |
| 1971 | Pantanal                                               |             | Sí        | Sí        |            | Sí         |                                    |
| 1972 | Herança do Nordeste                                    | Sí          |           |           |            |            | Segmento Casa de Farinha.          |
| 1974 | Getúlio Vargas                                         |             | Sí        | Sí        |            |            |                                    |
| 1977 | Mar de Rosas                                           |             | Sí        | Sí        |            | Sí         | No fue acreditada como productora. |
| 1978 | Nelson Pereira dos Santos Saúda o Povo e Pede Passagem |             | Sí        | Sí        |            |            |                                    |
| 1982 | Das Tripas Coração                                     |             | Sí        | Sí        |            |            |                                    |
| 1987 | Sonho de Valsa                                         |             | Sí        | Sí        |            |            |                                    |
| 2000 | Amélia                                                 |             | Sí        | Sí        |            |            |                                    |
| 2003 | Gregório de Mattos                                     |             | Sí        | Sí        |            |            |                                    |